# Simulium nahimi
Simulium nahimi är en tvåvingeart som beskrevs av Py-daniel 1984. Simulium nahimi ingår i släktet Simulium och familjen knott. Inga underarter finns listade i Catalogue of Life.